# Philip Miller
Philip Miller (Deptford, 1691 — Londres, 18 de Dezembro de 1771) foi um botânico inglês de origem escocesa que exerceu as funções de jardineiro chefe no Chelsea Physic Garden de 1721 até 1770. Foi o mais destacado autor sobre horticultura no Século XVIII.

## Vida e obra
Foi autor das obras The Gardener's and Florists Dictionary or a Complete System of Horticulture (1724) e The Gardener's Dictionary containing the Methods of Cultivating and Improving the Kitchen Fruit and Flower Garden (1731).
Miller manteve correspondência com os principais botânicos do seu tempo, obtendo plantas de todo o Mundo, muitas das quais foram por ele pela primeira vez cultivadas na Grã-Bretanha.
Treinou, entre outros, William Aiton, que mais tarde seria jardineiro chefe no mundialmente famoso jardim botânico de Kew e William Forsyth, em homenagem de quem a Forsythia foi denominada.
Miller foi relutante na adopção da nomenclatura binomial de Carolus Linnaeus, preferindo inicialmente o sistema de classificação desenvolvido por Joseph Pitton de Tournefort e John Ray. Apenas adoptou plenamente o sistema de Lineu na 8.ª edição do seu The Gardener's Dictionary, saída a público em 1768, isto apesar de já ter descrito validamente alguns géneros, entre os quais Larix e Vanilla, aquando da 4.ª edição daquela obra (1754).
Deve-se a Miller o envio das primeiras sementes de algodoeiro para a Geórgia em 1733.

## Publicações
- The Gardeners and florists dictionary, or a Complete system of horticulture (dois volumes, C. Rivington, Londres, 1724).
- Catalogus plantarum, tum exoticarum tum domesticarum, quae in hortis haud procul a Londino sitis in venditionem propagantur (Londres, 1730).
- The Gardeners dictionary, containing the methods of cultivating and improving the kitchen, fruit and flower garden, as also the physick garden, wilderness, conservatory and vineyard (dois volumes, C. Rivington, Londres, 1731-1739, reeditado em três volumes em 1748, 1752, 1759, oitava edição em 1768).
- The Gardeners kalendar, directing what works are necessary to be done every month in the kitchen, fruit and pleasure gardens and in the conservatory, with an account of the particular seasons for the propagation and use of all sorts of esculent plants and fruits proper for the table and of all sorts of flowers, plants and trees that flower in every month (C. Rivington, Londres, 1732, reeditado em 1748, 1754, 1762, quinta edição em 1769).
- A parte botânica do Dictionarium britannicum, or a more compleat universal etymological English dictionary than any extant, segunda edição de Nathan Bailey (16?-1742) com Thomas Lediard (1685-1743) para a parte matemática (T. Cox, Londres, 1736, reeditado por T. Osborne em 1764).
- The Method of cultivating madder, as it is now practised by the Dutch in Zealand… to which is added the method of cultivating madder in England (J. Rivington, Londres, 1758).
- Traité complet sur la manière de planter, d'élever et de cultiver la vigne, extrait du grand dictionnaire anglais de Miller, par les soins de la Société œconomique de Berne en allemand, traduit de l'allemand et augmenté par un membre de la ditte société ; on y a ajouté la manière de cultiver la vigne dans le canton, tirée du Recueil œconomique de la même Société (dois volumes, Yverdon, 1768).